# Wojna z Cayuse
Wojna z Cayuse – wojna Indian z niewielkiego plemienia Cayuse, pod dowództwem wodza Tiloukaikta, z milicją terytorium Oregon i siłami rządowymi USA, toczona w latach 1847–1848, choć Cayuse brali też udział kolejnych walkach, aż do 1858.

## Wstęp
Cayuse byli jednym z mniejszych plemion Wyżyny Oregońskiej. W 1835 ich liczba miała wynosić ok. 2000 ludzi. Spośród wiosek Cayusów najważniejsze były trzy: wodza Camaspello nad rzeką Umatilla, wodzów Pięć Kruków (Achekaia) i Tauitau w dole tejże rzeki oraz wodza Umtippe w górze rzeki Walla Walla.
W latach 1836–1838 kościół Metodystów założył na terytorium obecnych stanów Oregon i Waszyngton szereg misji. Jedną z nich była położona w Waiilatpu w dolinie Walla Walla na ziemiach plemienia Cayuse misja dra Marcusa Whitmana. Druga – H. H. Spaldinga, została założona wśród plemienia Nez Percé w miejscu zwanym Lapwai nad rzeką Clearwater. Trzecia – Elkanaha Walkera i Gushinga Eellsa powstała nad rzeką Spokane wśród tamtejszego plemienia Spokane. Czwarta – A. B. Smitha wśród Górnych Nez Percé, 60 mil na północ od Lapwai. Jeszcze jedna misja – Daniela Lee i H. W. Perkinsa, zwana „The Dalles”, została założona nad rzeką Columbia.
Wkrótce na ziemiach tych pojawili się również księża katoliccy z Kanady (F. N. Blanche i Modeste Demers). Ich rytuały wydały się Indianom bardziej atrakcyjne. Poza tym księża odwrotnie niż ich protestanccy odpowiednicy nie ingerowali w miejscowe zwyczaje i nie zmuszali Indian do ich porzucania. Między Cayusami a Whitmanami zaczęło dochodzić do coraz większych nieporozumień. W 1840 Cayuse zniszczyli system irygacyjny misji i rozjechali końmi zboże na polach. W 1841 jeden z białych uderzył chłopca, którego wuj był wodzem na terenach, na których stała misja. W odwecie wódz Tiloukaikt uderzył Whitmana, łamiąc mu nos. Whitman jednak nie opuścił misji. Misja z czasem stała się jednym z punktów zaopatrzeniowych dla emigrantów podążających do Oregonu (zatrzymała się tam pierwsza karawana emigrantów zmierzająca do Doliny Williamette). Zaczęli też się w jej pobliżu osiedlać biali osadnicy, z zadowoleniem powitani przez Whitmanów, lecz coraz bardziej irytujący Cayusów. Whitmanowie sądzili, że większa liczba białych zniechęci Indian od napadów na nich. Poza tym biali mieli stać się nauczycielami dla Indian i pokazać im nowoczesne formy gospodarowania i uprawy roślin. Whitmanowie wykazali się tym samym kompletnym niezrozumieniem Indian, którzy np. uważali, iż orka bezcześci ducha Ziemi. Ponadto Cayuse sądzili, iż emigranci powinni im płacić za przejazd przez ich ziemie i wykorzystywanie jej zasobów naturalnych. Jednak oni nie chcieli uiszczać opłat i przeganiali Indian żądających zapłaty uznając ich za „żebraków”.
4 marca 1844 w miasteczku Willamette Falls (dziś Oregon City) doszło do starcia osadników z 5 Indianami w którym zginął 1 Indianin i 2 białych (sekretarz tymczasowego rządu Terytorium George W. LeBreton oraz Sterling Rodgers). Po tym wydarzeniu utworzono na Terytorium Oregonu 25-osobowy oddział strzelców konnych pod dowództwem kapitana  T. D. Keysura. Był to pierwszy oddział militarny w Terytorium Oregonu.
W roku 1846, po podpisaniu traktatu z Wielką Brytanią Oregon oficjalnie stał się częścią USA.

## Wojna
Masakra Whitmanów. W 1847 wśród Cayusów wybuchła epidemia odry przywleczona na ich ziemie przez białych. Mimo usiłowań Whitmana Cayusowie umierali, podczas gdy większość białych dochodziła do zdrowia. Spowodowało to wśród Indian pojawienie się podejrzeń, iż to Whitmanowie swoimi czarami wywołali epidemię. Podejrzenia te podsycał wśród Indian jeden z nowych osadników – Joe Lewis. 29 listopada 1847 grupa wojowników Cayuse wodza Tiloukaikta zaatakowała misję Whitmanów w Waiilatpu w dolinie Walla Walla. Cayuse, których nawracali Whitmanowie nie szanowali indiańskich zwyczajów i popierali osadnictwo białych na terenach Indian. W wyniku ataku zginęło 13 białych (w tym małżeństwo Whitmanów), zaś 54 dostało się do niewoli, gdzie przynajmniej 2 osoby zmarły (zostali uwolnieni po interwencji kupców Kompanii Zatoki Hudsona, którzy wykupili jeńców z niewoli za 62 koce, 63 bawełniane koszule, 24 sztuki broni, 600 naboi i siedem funtów tabaki, z niewoli powróciło 49 osób). Jeden z mieszkańców misji – Peter Hall uciekł i zawiadomił Fort Walla Walla. Jednak kilka dni później został on pochwycony przez Indian i zabity.
Inni misjonarze – Spaldingowie zostali w porę ostrzeżeni i uciekli. Ich misja w Lapwai została splądrowana.
Władze zorganizowały 45 osobową kompanię ochotników (tzw. „Strzelcy Oregońscy”) pod dowództwem majora Henry’ego A. G. Lee która wyruszyła na poszukiwanie sprawców. Pod koniec grudnia ochotnicy stoczyli potyczkę koło misji The Dalles, gdzie 1 żołnierz został ranny a 3 Indian zginęło. Mimo odparcia napastników, Indianie uprowadzili 300 sztuk bydła, co stanowiło poważną stratę dla Terytorium. Lee wzniósł w The Dalles fortyfikację zwaną „Fort Lee”. Niedługo potem nad rzeką Deschutes Lee i jego żołnierze, którzy zostali wysłanie na poszukiwanie skradzionego bydła wykryli małą grupę Indian Sahaptin (którzy nic nie mieli wspólnego z walkami czy napaścią na misję) i zaatakowali ich. 1 Indianin zginął, 2 kobiety zostały wzięte do niewoli zdobyto też kilka koni. W drodze powrotnej oddział wpadł w wąskim kanionie w zasadzkę, żaden z żołnierzy nie został jednak ranny. Następnego dnia Lee rzucił się w pościg, rozbił Indian i spalił ich obóz. Miało zginąć od 20 do 30 Indian. Żołnierze zdobyli trochę koni i bydła. Jednak część wojowników zdołała uciec i w kolejnych dniach atakowała ludzi Lee z zasadzek. W starciach tych zginęło 3 a rannych zostało 2 białych – to pierwsze ofiary śmiertelne wśród oregońskiej milicji. Tymczasem gubernator Terytorium George Abernethy utworzył 3-osobową „komisję pokojową” która miała udać się do oregońskich Indian. W jej skład weszli Joel Palmer – jako Inspektor do spraw Indian, traper Robert Newell i major Lee. Komisja miała udać się do Walla Walla i spotkać się z plemionami, zwłaszcza z silnymi Nez Percé. Komisarze mieli przekonać plemiona, by nie przyłączały się do Cayusów i obiecać, że wojsko zostanie wycofane natychmiast po tym, jak mordercy Whitmanów zostaną oddani w ręce władz. Rozmowy na razie nie przyniosły efektu.
Bitwa pod Sand Hollow. Na początku lutego siła „strzelców oregońskich” wzrosła do 537 żołnierzy pod dowództwem pułkownika Corneliusa Gilliama – weterana wojen z Czarnym Jastrzębiem i z Seminolami. Milicja przeszła do ofensywy. 14 lutego Gilliam z ponad 400 ludźmi ruszył do kraju Cayuse. Zanim wyruszył otrzymał wieści od plemion Yakima i Sahaptin znad rzeki Deschutes. Plemiona te stwierdzały, że nie przyłączą się do Cayuse. Jednak największym zmartwieniem komisarzy było najsilniejsze w regionie plemię Nez Perce. 24 lutego nastąpiło spotkanie z Cayuse pod Sand Hollow. Siły były podobne, lecz wśród Cayuse było ok. 100 nieuzbrojonych kobiet. Kiedy Indianie podeszli bliżej, żołnierze ustawili się w krąg dookoła wozów i bydła. Po kilku godzinach ataków Indianie wycofali się. W starciu zostało rannych 5 żołnierzy zaś 8 Indian zginęło (w tym szaman Szary Orzeł). Następnego dnia Amerykanie kontynuowali marsz, doszło do kolejnych starć, które trwały aż do momentu, gdy żołnierze dotarli do rzeki Umatilla. Następnego dnia wojsko przekroczyło rzekę. Wkrótce nadeszły wieści od Nez Percé, którzy postanowili pozostać w pokoju.
2 marca Gilliam z dwoma kompaniami dotarł do ruin Waiilatpu. 6 marca 250 Nez Percé udających się na polowanie na bizony przybyło do obozy armii. Potwierdzili, że nie przystąpią do wojny. W dalszym marszu do Gilliama zgłosiło się też kilku wodzów pokojowych odłamów Cayusów (m.in. Tauitau), którzy zamierzali utrzymać pokój. Poinformowali oni Gilliama, że Tiloukaikt i jego grupa wycofali się do kraju Paluse – swych sojuszników.
Starcie z plemieniem Palouse. W pogoni za Cayuse milicja wkroczyła na ziemie Palouse. Gilliam otrzymał informację, że Tiloukaikt obozuję nad rzeką Tucannon. Była to informacja błędna – w rzeczywistości był to zimowy obóz Paluse i Walla Walla. 14 marca Amerykanie wkroczyli do obozu, gdzie nie znaleźli śladu Cayuse, za to pokojowo nastawionych Indian. Gilliam rozkazał odwrót, lecz przy okazji żołnierze zabrali kilka sztuk koni i bydła. Kilku Indian zaczęło protestować, doszło do starcia. Wkrótce przybyło więcej wojowników. Żołnierze wycofali się pozostawiając zagarnięte konie i bydło. Gilliam był przekonany, że odzyskanie zwierząt usatysfakcjonuje Indian i pozostawią go oni w spokoju. Jednak w trakcie starcia zginęło lub zostało rannych kilku Paluse i część wojowników zamierzało ich pomścić. Amerykanie zostali zaatakowani przez ok. 400 wojowników z plemion Palouse i Cayuse. Po 30-godzinnej walce żołnierze wycofali się tracąc 10 rannych (być może 1 później zmarł). Indianie stracili prawdopodobnie 4 zabitych i 14 rannych. 20 marca Gilliam z dwiema kompaniami ruszył do The Dalles. Tam w obozie doszło do wypadku – przypadkowo wypalił karabin i śmiertelnie ranił Gilliama. Dowództwo przejął po nim podpułkownik James Waters, tymczasem Lee objął stanowisko Inspektora do spraw Indian po Palmerze, który zrezygnował. Tymczasem sytuacja Cayuse stawała się coraz cięższa. Nie udało im się stworzyć silnego sojuszu, ich siły były też osłabiane podziałami wewnętrznymi. Część Cayuse przebywała wśród plemienia Palouse, część uciekła w górę Burnt River, zaś wódz Pięć Kruków leczył rany w dolinie Wallowa u wodza Nez Percé Józefa. Kilka grup Cayusów np. wodza Welptulketa znajdowało się „pod ochroną” wojska (w faktycznym areszcie). W centrum zaś ziem Cayusów (dolina Walla Walla) siedziały siły Watersa, które rozbudowały fort w miejscu zniszczonej misji Whitmanów i nazwały go Fort Waters. Jednocześnie zaczęły szerzyć się choroby, które niszczyły plemię skuteczniej niż kule.
Pościg. 17 maja Waters wyruszył z Waiilatpu na czele 400 ludzi w kierunku rzeki Snake. Spośród nich wydzielił 121 ludzi pod dowództwem Lee, aby ruszyli do obozu Nez Percé wodza Czerwonego Wilka. Plan polegał na schwytaniu Cayusów w pułapkę między dwoma brodami na rzece. Jednak w obozie Nez Percé Lee dowiedział się, że Tiloukaikt i jego Cayusowie ruszyli na wschód – do Lapwai. Lee ruszył w pogoń i 21 marca dotarł do opuszczonej misji Spaldingów. Tam odkrył, że Cayusowie uciekli w góry. Po schwytaniu z pomocą Nez Percé 118 koni i 42 krów Cayuse – Lee zawrócił w dół rzeki Snake i połączył się z Watersem. Przed odjazdem major zaoferował Nez Percé pewną sumę pieniędzy za każdego schwytanego uczestnika masakry Whitmanów. W połowie czerwca Nez Percé rzeczywiście schwytali jednego, który został powieszony. Jednak Nez Perce nie nawiązali szerszej współpracy z wojskiem, ze względu na bliskie więzi łączące ich z Cayuse. W tym czasie major Joseph Magone z oddziału Watersa wraz z 100 ludźmi przeczesujący teren nad rzeką Snake napotkał 2 Indian, którzy w kanoe rzucili się do ucieczki. Zostali oni zastrzeleni bez przeprowadzenia rozpoznania z jakiego plemienia się wywodzą. Po połączeniu z Lee Waters zawrócił do Waiilatpu zagarniając po drodze bydło, które jak sądził należało do Cayusów. Gdy jeden z okolicznych pokojowo nastawionych Indian usiłował podjechać do kolumny, by przekonać białych, iż bydło należy do niego – jeden z żołnierzy zastrzelił go. Żołnierz nie został ukarany. Sytuacja była skomplikowana. Wojsko nie było w stanie złapać winnych masakry Whitmanów, zaś z drugiej strony ciągła obecność żołnierzy w kraju Indian mogła prowadzić do incydentów, które mogły przerodzić się w otwarty konflikt z innymi, do tej pory neutralnymi plemionami. Waters postanowił więc ewakuować pozostałych miejscowych misjonarzy i wycofać wojsko, pozostawiający tylko małe garnizony w Waiilatpu i The Dalles dla ochrony szlaku karawan imigranckich. Zastanawiając się w jaki sposób skłonić ochotników do pozostania w tych odległych placówkach, Lee, korzystając ze swych uprawnień Inspektora do spraw Indian, postanowił skonfiskować ziemię Cayusów i oddać je do zasiedlenia tym, którzy pozostaną na placówkach. Jako uzasadnienie tej decyzji Lee stwierdził, iż Cayuse wszczynając wojnę pozbawili się prawa do doliny Walla Walla. Jednocześnie w miejscowej gazecie ogłosił „Proklamację o konfiskacie ziem Cayuse” w której zachęcał do zasiedlenia doliny Walla Walla. Mimo że teoretycznie działania Lee były wymierzone w zabójców Whitmanów – uderzyły faktycznie w Cayuse, którzy nie mieli nic wspólnego z masakrą. Jednocześnie były złamaniem słowa danego okolicznym plemionom, że Amerykanie nie chcą ich ziem, a interesuje ich wyłącznie schwytanie sprawców. Ponieważ akt ten był arbitralną decyzją jednego człowieka, nieusankcjonowaną przez żaden akt prawny czy traktat, oraz nie wyznaczał żadnych granic osadnictwa – stał się przyczyną kolejnych gwałtownych konfliktów. Najazd głodnych ziemi, nienawidzących Indian osadników zakończył pokojowe współżycie między plemionami dorzecza Kolumbii a białymi. Ponieważ plemiona te nie miały tradycji jednoczenia się we wspólnych walkach – padały po kolei.
Koniec wojny. Krótko po wycofaniu ostatnich oddziałów z Fort Waters do doliny powróciła część Cayuse. 14 sierpnia 1848 Terytorium Oregon zostało oficjalnie przyjęte do Unii.
W marcu 1849 wprost z wojny z Meksykiem przybył do Oregonu nowy gubernator – generał Joseph Lane. W kwietniu zorganizował on w The Dalles spotkanie z Indianami w celu ustanowienia przyjaznych stosunków. 11 września na Terytorium nad rzekę Umatilla przybył pierwszy oddział regularnej armii USA, który zastał okolicę żyjącą w pokoju. Po przybyciu regularnego wojska, gubernator Lane postanowił przekonać Cayuse do wydania morderców. O ile wcześniej większość plemion sympatyzowała z Cayuse – o tyle teraz mieli interes w jak najszybszym ujęciu sprawców masakry Whitmanów. Część miejscowych Indian przyłączyła się do pościgu za sprawcami. Pod koniec października grupa Nez Percé starła się nad John Day River z uciekinierami. Zginęło dwóch Cayuse, 4 zostało schwytanych. Najbardziej poszukiwani – Tiloukaikt i Tomahas chcieli się schronić w obozie wodza Tauitau. Jednak okazało się to błędem. Ludzie wodza schwytali ich. 25 stycznia 1850 wódz Tauitau otrzymał list od gubernatora Lane. Gubernator stwierdzał, iż pokój z białymi jest możliwy wyłącznie pod warunkiem wydania morderców Whitnamów. W przeciwnym razie – groził zniszczeniem całego plemienia Cayusów. Tauitau w końcu zgodził się na to. Lane powitał tę decyzję z zadowoleniem, stwierdzając, iż w ten sposób zniknęła ostatnia przeszkoda dla pokoju między białymi a Cayuse.
5 Cayuse (Tiloukaikt, Tomahas, Klokamas, Isaiachalkis i Kimasumpkin) oskarżono o morderstwa w  Waiilatpu i po procesie uznano za winnych, mimo że Kimasumpkin do końca twierdził, iż tego dnia nie było go w Waiilatpu. 3 czerwca 1850 cała piątka została powieszona w Oregon City. Przed śmiercią Tiloukaikt zgodził się przyjąć sakramenty od księży katolickich, jednak odrzucił podobną propozycję ze strony misjonarzy prezbiteriańskich (Whitmanowie też nimi byli). Powiedział im „Czyż wasi misjonarze nie uczą nas, że Chrystus oddał życie, by ocalić swych ludzi? Więc i my umrzemy, by ocalić naszych ludzi”.
Śmierć pięciu Cayuse nie zakończyła jednak konfliktu z plemionami. Decyzja Lee o intensyfikacji osadnictwa w dolinie Walla Walla już wkrótce doprowadziła do kolejnych starć. Cayuse uczestniczyli w walkach z białymi podczas wielkiej wojny Yakima w latach 1855–1856.